# 시포라날다람쥐
시포라날다람쥐(Hylopetes sipora)는 다람쥐과에 속하는 설치류이다. 인도네시아의 토착종이다. 자연 서식지는 아열대 또는 열대 기후 지역의 건조림이다. 서식지 감소로 위협을 받고 있다.

## 특징
시포라날다람쥐는 화살꼬리다람쥐속의 다른 날다람쥐와 아주 유사하다. 가장 큰 특징은 오렌지색을 띠는 뺨이다.

## 생태
완모식표본 이외는 거의 알려져 있지 않다. 저지대 일차림에서 서식한다.

## 분포 및 서식지
일반명에서 알 수 있는 것처럼 인도네시아 수마트라섬 남서쪽에 있는 믄타와이 제도의 약 845 km2의 시포라섬에서만 알려져 있다.